# Swiss Mathematical Society
La Swiss Mathematical Society (tedesco: Schweizerische Mathematische Gesellschaft, francese: Société Mathématique Suisse) è la società matematica nazionale della Svizzera, fondata a Basilea il 4 settembre 1910.
È associata alla European Mathematical Society.